# Ђаковица
Ђаковица (алб. Gjakovë, Gjakova) је градско насеље и седиште истоимене општине у Србији, које се налази у југозападном делу Косова и Метохије и припада Пећком управном округу. Према попису из 2024. било је 41.809 становника. Налази се на западу Метохије, између Пећи и Призрена, док је око 100  дели од обале Јадранског мора.

## Географија
Атар насеља се налази на територији катастарских општина Ђаковица-варош површине 254 ha, Ђаковица-ван варош површине 2.227 ha и Садик-агин зид површине 299 ha. Град је смештен у најнижем делу Метохије, опасан је долинама Белог Дрима, Рибника (Ереник), Крене, Мируше, а ове надвисују врхови Проклетија, Паштрика, Коритника.

## Историја
Град је добио име по мало познатом господару и вазалу Вука Бранковића — Јакову, који је овде имао свој посед. Сачуван је његов новац са натписом „Иаков“. Изведено је из тога "Ђаков".
Ђаковица се као насеље градског типа формирала у средњем веку. Њен географски положај је био веома погодан за каснији напредак занатства и трговине. Налазила се у 19. веку на обе обале "Реке", која протиче кроз место, и ту је било 1900. године 12 мостова "добро утврђених".
У опширном турском попису из 1485. године Ђаковица се помиње као село са 67 домаћинстава и сеоским попом. Сва лична имена у том попису су српска, осим два која су можда албанског порекла.
Од 16. века, од доба обновљене Пећке патријаршије, постојала је у Ђаковици Црква Успења Богородице, као метох манастира Дечана, чији је ктитор Стефан Урош III Дечански. Од ње највероватније потиче и велико звоно са натписом на грчком језику, које се данас чува у ризници манастира Дечана. То је мала приземна правоугаона грађевина. Зграда црквеног конака представља леп примерак старе градске приземне куће 19. века. У цркви се чувала вредна збирка икона и црквених предмета и сасуда из 18. и 19. века. Својом уметничком вредношћу посебно се издваја окована икона Успења Богородице из 17. века. Ова црква је регистрована као споменик културе крајем 1967. године.
Развој града може се пратити од краја 16. века, од времена настанка најстарије очуване грађевине, Хадум-џамије, око које је формирана чаршија. Остале очуване грађевине су с краја 19. или из прве половине 20. века. Поред џамије у истом комплексу налази се мектеба, библиотека и мање гробље. Доста касније, у истом комплексу изграђени су ханови за трговце и путнике, а постојало је и турско купатило, које је срушено. Урбанистичка целина старе чаршије уписана је 1955. године у регистар споменика културе Србије.
У Ђаковици је било седиште кајмакама (среског поглавара) и суд, затим касарна, пошта и телеграф, те општинска зграда. Чаршија се делила на више делова; на десној обали су Главна и Житна, а на левој - Мала, Дрварска, Ћеримова и марвена. На обали реке налазила се 1900. године Фабрика за "чињење коже" (табакана) и неколико "простих" млинова. Има неколико великих кућа "кула" у којима живе беговске породице: Риза бег, Џеладин бег, Шериф бег, Ахмед бег, Рустем ага, Сулејман ага и други.
У 18. веку ту је радила српска православна Богословија.
Прва српска народна школа почиње рад 1829. године (или 1825)заслугом Хаџи Захарије Дечанца, Србина који је био митрополит тадашњи. Он је срео у Белом Пољу Србина из Аустрије Петра Манојловића и упутио га да буде први учитељ у Ђаковици. Он је заиста дошао и три године радио, док није рукоположен за свештеника. Након њега узет је нови учитељ Тома Николић из Пећи, који је у месту провео деценију. Трећи је такође био из Аустрије Србин, Јеротије који се после закалуђерио. Он је био са много заслуга за манастир Пећку Патријаршију јер је доста градио. Нови је стигао, али кратко био Тодор Војиновић из Пећи. Онда су ту кратко, заредом три учитеља из Аустрије. Учитељ Петар који долази за њима је имао песничког дара; једну песму намењену поп Стевану Нешовићу објавио је српски лист у Цариграду. Између 1859-1862. па након паузе (време Павла Јовановића) опет 1865-1867. године ради мештанин Јаков Тонић. Дуго је остао Пећанац, Риста Николић (1869—1883) као и Коста Малиташевић из Велике Хоче (1883—1888). Када је 1889. године у место дошао учитељ Радован Николић из гусињског краја створили су се услови за отварање и женске школе. Прва учитељица родом из Крагујевца, Лепосава Николић - била је Радованова супруга.
Од 1829. до 1842. године школа је радила у изнајмљеним приватним кућама и мењала локацију. Те 1842. године начињена је дефинитивна кућица (али "до пола у земљи") за просветни рад, поред православне цркве. Народ је попунио рупе око те школе и подигао довољно високо њене зидове. Међутим због ниских прозора била је то веома мрачна учионица. Када је 1889. године отворена "женска школа" за њу је изграђена нова наменска зграда коју су чинили три собе и кухиња. Ту је био учитељски стан и једна учионица. И стара и нова школска зграда су били спојени двориштима са црквеном портом. Школе су имале и поучни врт (цветњак). Срби су ту имали 1900. године две основне школе, мушку и женску четвороразредну.
Једина српска православна богомоља је стара црква посвећена празнику Успенију Пресвете Богородице (Великој Госпојини). Он иметка ђаковичка црква је поседовала једну кућу и једну радњу "лебарницу", која је издавана у закуп мајсторима.
Након ослобођења од турске власти 1912. године била је део Краљевине Црне Горе до 1918. године, када долази до уједињења са Краљевином Србијом. Припадала је Зетској области 1922—29, затим Зетској бановини, обоје са седиштем у Цетињу. Електрично осветљење је уведено у августу 1938.
Осим Цркве Успења пресвете Богородице, у центру Ђаковице се налазила и Саборна Црква свете Тројице, један од најлепших новоизграђених храмова, рађен по пројекту проф. др Љубише Фолића.
Ова црква у Ђаковици је била замишљена као Спомен-костурница, маузолеј. Првобитно је грађена између 1936—1940. године, као монументални храм са пет кубета. У криптама цркве било је предвиђено да се на вечни починак сахрани 400 ковчежића са костима изгинулих, побијених и смрзлих бораца српске и црногорске војске у ратовима од 1912. до 1918. године. Међутим, Априлски рат 1941. године спречио је довршење цркве и њено освећење. После Другог светског рата, на Светог Саву, 1949. године, комунистичке власти су одлучиле су да сруше цркву и на њеном месту је подигнут спомен-парк. Из оближњег Рудника Деве, рудари су поставили динамит и заједно са црквом уништили костурницу. Затим је све раскрчено, бусеновано травом, и направљен парк са скулптуром словеначког вајара Лојзета Долинара, а за њом су у парку додате и фигуре Емина Дуракуа и Зефа Љуше Маркуа. Нова Саборна Црква свете Тројице почела је да се гради 1994. године

### Под управом УН
Након 1999. године у Ђаковици је мали број преосталих Срба из града живело под заштитом италијанског КФОР-а, у порти Црква Успења Пресвете Богородице.
Саборна црква Свете Тројице, тешко је оштећена експлозивом 24/25. јула 1999. године и поред сталног апела да КФОР обезбеди ову цркву. Тада су од цркве остала само два звоника, која су током мартовског погрома 2004. године сравњена са земљом.
Током погрома 2004, такође су потпуно уништени Црква Успења Пресвете Богородице, као и стара кућа поред ње, из 19. века. И последњи српски житељи Ђаковице, који су живели у порти цркве, тада су привремено напустили град. Наредне године 2005. ова локација је очишћена и заштићена, а 2006. је изграђен оградни зид. Обнова парохијског дома и конака је почела крајем 2007. обе зграде су лоциране у црквеном комплексу. У септембру 2011, обновљена црква је поново постала метох манастира Високи Дечани. Чину освећења обновљеног манастира присуствовало је око 50 Срба избеглих и Ђаковице, у пратњи КФОР-а. Још 2009. у манастиру је живело пет старица. Неколико месеци после освећења, једна од старица, Белка (Јела) Мијовић умрла је у својој 82 години. Тако да су сада једини преостали српски житељи у граду 4 старице из манастира: монахиње Теоктиста — Полексија Кастратовић и Јоаникија — Ружица Спајић и две старице Васиљка Перић и Надежда Исаиловић. Оне не излазе из манастира. У кругу манастира имају воду, узгајају поврће, док им остале потрепштине доносе монаси манастира Високи Дечани. Одводе их и код лекара у Грачаницу или у северни део Косовске Митровице, јер немају поверење у лекаре у Ђаковици. Упркос свим тешкоћама, оне се никад не жале и према њиховим речима, осећају душевни мир. Последњи покушај напада на манастир 20. јануара 2013. године спречили су: јаке снаге косовске полиције и припадници КФОР-а.

## Повратници
Мада има око 200 породица које би у Ђаковицу волеле да се врате, најбезбеднији начин за Србе и Црногорце да прођу кроз Ђаковицу је у возилу са косовским таблицама и што неприметније, с обзиром да су до скоро каменицама и увредама најчешће дочекивани сви избегли из Ђаковице при покушају да обиђу своје узурпиране куће, гробље, порушене споменике или манастир. Због тога се за Ђаковицу каже да је забрањени град за Србе. Негативан став локалног становништва, политичких странака и других организација у Ђаковици, потпуно су искључили могућност повратка. У том смислу негативно утичу и проблеми у имовинско-правним односима, као и висока незапосленост.

## Образовање
У Ђаковици постоје основне и средње школе у којима је могуће образовање искључиво на албанском језику, а низак животни стандард неповољно утиче на квалитет образовања.

## Демографија
Након завршетка рата на Косову и Метохији (1998—1999) и мартовског погрома (2004), Срби масовно напуштају Ђаковицу услед континуираних напада албанских екстремиста и бивших припадника терористичке Ослободилачке војске Косова (ОВК). У јуну 2021. Драгица Гашић била је прва Српкиња повратница која се вратила да живи у својој родној Ђаковици уз помоћ Канцеларије за Косово и Метохију.
| Етнички састав према попису из 1961.‍ | Етнички састав према попису из 1961.‍ | Етнички састав према попису из 1961.‍ | Етнички састав према попису из 1961.‍ | Етнички састав према попису из 1961.‍ |
| ------------------------------------ | ------------------------------------ | ------------------------------------ | ------------------------------------ | ------------------------------------ |
|                                      |                                      |                                      |                                      |                                      |
| Албанци                              | Албанци                              |                                      | 18.411                               | 88,6%                                |
| Срби                                 | Срби                                 |                                      | 1.405                                | 6,8%                                 |
| Црногорци                            | Црногорци                            |                                      | 687                                  | 3,3%                                 |
| Укупно: 20.778                       |                                      |                                      |                                      |                                      |

| Етнички састав према попису из 1981.‍ | Етнички састав према попису из 1981.‍ | Етнички састав према попису из 1981.‍ | Етнички састав према попису из 1981.‍ | Етнички састав према попису из 1981.‍ |
| ------------------------------------ | ------------------------------------ | ------------------------------------ | ------------------------------------ | ------------------------------------ |
|                                      |                                      |                                      |                                      |                                      |
| Албанци                              | Албанци                              |                                      | 38.116                               | 90,7%                                |
| Срби                                 | Срби                                 |                                      | 1.731                                | 4,1%                                 |
| Црногорци                            | Црногорци                            |                                      | 1.563                                | 3,7%                                 |
| Муслимани                            | Муслимани                            |                                      | 247                                  | 0,6%                                 |
| Роми                                 | Роми                                 |                                      | 107                                  | 0,3%                                 |
| Укупно: 42.031                       |                                      |                                      |                                      |                                      |

| Етнички састав према попису из 2011.‍ | Етнички састав према попису из 2011.‍ | Етнички састав према попису из 2011.‍ | Етнички састав према попису из 2011.‍ | Етнички састав према попису из 2011.‍ |
| ------------------------------------ | ------------------------------------ | ------------------------------------ | ------------------------------------ | ------------------------------------ |
|                                      |                                      |                                      |                                      |                                      |
| Албанци                              | Албанци                              |                                      | 36.932                               | 90,5%                                |
| Египћани                             | Египћани                             |                                      | 2.897                                | 7,1%                                 |
| Роми                                 | Роми                                 |                                      | 435                                  | 1,1%                                 |
| Ашкалије                             | Ашкалије                             |                                      | 274                                  | 0,7%                                 |
| Укупно: 40.827                       |                                      |                                      |                                      |                                      |

Број становника на пописима:
|             | \| Демографија[33] \| Демографија[33] \| Демографија[33] \| \| Година \| Становника \| Становника \| \| --------------- \| --------------- \| --------------- \| \| 1948. \| 15.190 \| \| \| 1953. \| 17.065 \| \| \| 1961. \| 20.778 \| \| \| 1971. \| 31.281 \| \| \| 1981. \| 42.031 \| \| \| 1991. \| 59.008 \| \| \| 2011. \| 40.827 \| \| |            |
| Демографија | |            |
| Година      | Становника | Становника |
| 1948.       | 15.190 |            |
| 1953.       | 17.065 |            |
| 1961.       | 20.778 |            |
| 1971.       | 31.281 |            |
| 1981.       | 42.031 |            |
| 1991.       | 59.008 |            |
| 2011.       | 40.827 |            |

## Познате личности
- Давид Перовић, епископ крушевачки
- Димитар Николић, бугарски национални револуционар
- Драгутин Ђорђевић Алија, народни херој Југославије
- Емин Дураку, народни херој Југославије и Албаније
- Мустафа Бакија, народни херој Југославије
- Фадиљ Хоџа, друштвено-политички радник и народни херој Југославије
- Братислав Грбић, српски глумац и кореограф
- Владимир Дурковић, југословенски и српски фудбалер
- Мира Косовка, српска поп певачица
- Божидар Милидраговић, српски песник, приповедач, телевизијски и књижевни критичар
- Божидар Делић, српски генерал и политичар
- Александар Тијанић, српски новинар
- Младен Додић, српски фудбалски тренер

## Галерија
- Ђаковачки стари базар ноћу
- Терзијски мост код Ђаковице
- Хадум џамија
- Католичка црква светих Павла и Петра
- Сахат-кула